# Сальдіас
Сальдіас (ісп. Saldías (офіційна назва), баск. Saldias) — муніципалітет в Іспанії, у складі автономної спільноти Наварра. Населення — 119 осіб (2009).
Муніципалітет розташований на відстані близько 340 км на північний схід від Мадрида, 32 км на північ від Памплони.
На території муніципалітету розташовані такі населені пункти: (дані про населення за 2009 рік)
- Сальдіас: 119 осіб
- Уррутінья: 0 осіб

## Демографія
Динаміка населення (INE ):